# 모리 모토토모 (기요스에 모리가)

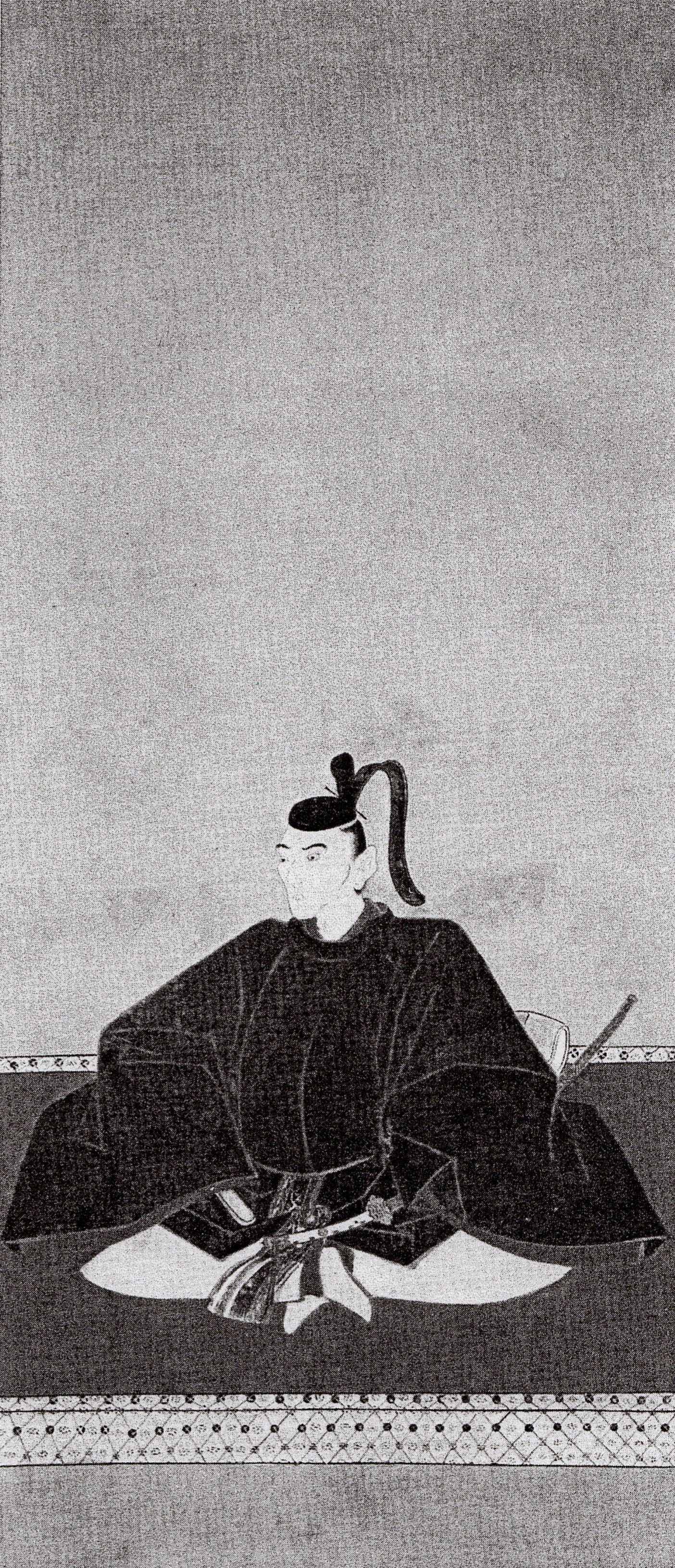
모리 모토토모

모리 모토토모(일본어: 毛利元知, 1631년 7월 21일 ~ 1683년 7월 8일)는 나가토 기요스에번 초대 번주이다. 아버지는 조후번주 모리 히데모토이며 그의 3남으로 태어났다.
| 전임 모리 히데모토 | 제1대 기요스에 모리가 당주 1653년 ~ 1683년 | 후임 모리 모토히라 |

|  | 제1대 기요스에번 번주 (기요스에 모리가) 1653년 ~ 1683년 | 후임 모리 모토히라 |